# Germain Calbète
Pas d'image ? Cliquez ici

a Compétitions nationales et continentales officielles uniquement.

b Matchs officiels uniquement.
Germain Calbète, né le 12 février 1918 à Boucau et mort le 16 août 1998 à Bayonne, est un joueur et entraîneur de rugby à XV et rugby à XIII international français.
Formé au rugby à XV à Boucau, il rejoint par la suite le rugby à XIII et devient l'un des joueurs à succès à Carcassonne. Il côtoie également l'équipe de France.

## Biographie
Il pratique le rugby à XV dans ses jeunes années au Boucau stade. A la sortie de la Seconde Guerre mondiale, Félix Bergèse le convainc de venir au rugby à XIII et de le rejoindre à l'AS Carcassonne à l'instar de Martin Martin. Il y connaît l'âge d'or de ce club dominant le Championnat de France

## Palmarès
- Collectif[2] :
  - Vainqueur de la Coupe d'Europe des nations : 1951 (France).
  - Vainqueur du Championnat de France : 1945, 1946, 1950, 1952 et 1953 (Carcassonne).
  - Vainqueur de la coupe de France : 1946, 1947, 1951, 1952 (Carcassonne).
  - Finaliste du Championnat de France : 1947, 1948 et 1949 (Carcassonne).
  - Finaliste de la Coupe de France : 1945, 1948 et 1949 (Carcassonne).

### Détails en club
| Saison  | Saison         | Championnat           | Championnat | Coupe           | Coupe      | Sélection | Sélection | Sélection | Sélection | Sélection | Sélection | Sélection |
| Saison  | Saison         | Comp.                 | Class.      | Comp.           | Class.     | Comp.     | M         | Pts       | Ess.      | Buts      | Dp.       |           |
| ------- | -------------- | --------------------- | ----------- | --------------- | ---------- | --------- | --------- | --------- | --------- | --------- | --------- | --------- |
| 1944-45 | AS Carcassonne | Championnat de France | Vainqueur   | Coupe de France | Finaliste  |           |           |           |           |           |           |           |
| 1945-46 | AS Carcassonne | Championnat de France | Vainqueur   | Coupe de France | Vainqueur  |           |           |           |           |           |           |           |
| 1946-47 | AS Carcassonne | Championnat de France | Finaliste   | Coupe de France | Vainqueur  |           |           |           |           |           |           |           |
| 1947-48 | AS Carcassonne | Championnat de France | Finaliste   | Coupe de France | Finaliste  | CE        | 1         | -         | -         | -         | -         |           |
| 1948-49 | AS Carcassonne | Championnat de France | Finaliste   | Coupe de France | Finaliste  |           |           |           |           |           |           |           |
| 1949-50 | AS Carcassonne | Championnat de France | Vainqueur   | Coupe de France | 1/8 finale |           |           |           |           |           |           |           |
| 1950-51 | AS Carcassonne | Championnat de France | 1/2 finale  | Coupe de France | Vainqueur  | CE        | 1         | -         | -         | -         | -         |           |
| 1951-52 | AS Carcassonne | Championnat de France | Vainqueur   | Coupe de France | Vainqueur  |           |           |           |           |           |           |           |
| 1952-53 | AS Carcassonne | Championnat de France | Vainqueur   | Coupe de France | 1/4 finale |           | 1         | -         | -         | -         | -         |           |
| 1953-54 | AS Carcassonne | Championnat de France | 7e          | Coupe de France | 1/4 finale |           |           |           |           |           |           |           |
| 1954-55 | AS Carcassonne | Championnat de France | Finaliste   | Coupe de France | 1/8 finale |           |           |           |           |           |           |           |